# Papualthia
Papualthia là chi thực vật có hoa trong họ Annonaceae.